# Zheng Yuxi
Zheng Yuxi (chinesisch 郑玉玺, Pinyin Zhèng Yùxǐ; * 1963 im Kreis Tancheng der Provinz Shandong) ist ein chinesischer Mathematiker, der in den USA lebt. Er befasst sich mit Partiellen Differentialgleichungen und ist Professor an der Pennsylvania State University.

## Leben
Zheng studierte 1979 bis 1984 an der Shandong-Universität und 1984 bis 1986 am Institut für Mathematik der Academia Sinica in Peking. Ab 1986 studierte er an der University of California, Berkeley, an der er 1990 bei Ronald DiPerna und Lawrence C. Evans promoviert wurde (Concentration-Cancellation Phenomena for weak solutions to certain nonlinear partial differential equations). Als Post-Doktorand war er am MSRI und 1991/92 am Institute for Advanced Study sowie 1992/93 am Courant Institute. 1993 wurde er Assistant Professor und 1996 Associate Professor an der Indiana University. Ab 2001 war er Professor an der Penn State University, mit Unterbrechung von 2010 bis 2012 als Professor an der Yeshiva University. Er ist Leiter der Fakultät für Mathematik an der Penn State University.

## Werk
Zheng setzte die Arbeit von Andrew Majda und Ronald DiPerna über die globale Existenz von Lösungen der zweidimensionalen Eulergleichung mit Vortex-Anfangswerten fort (Concentration-Cancellation Methode). Majda und DiPerna zeigten die globale Existenz falls die Näherungslösungen ihre Energie auf eine Untermenge der Hausdorff-Dimension kleiner 1 konzentrierten, Zheng behandelte den Fall der Dimension 1 und zeigte globale Existenz falls die Untermenge endliche eindimensionale Hausdorffdimension hat. Mit Andrew und George Majda behandelte er ähnliche Fragen bei der eindimensionalen Vlassov-Poisson-Gleichung  mit Maßen als Anfangswerten.
Weiter studierte er Wellenlösungen bei Flüssigkristallen, mit einer Kombination numerischer und mathematischer Analyse, wobei er Entstehung von Singularitäten in endlicher Zeit zeigte.
Zheng war einer der ersten, der Riemann-Probleme in zwei Dimensionen untersuchte statt wie bis dahin üblich in einer Dimension, zum Beispiel in Gleichungen der Gasdynamik mit Tong Zhang. Sie fanden exakte spiralwirbel-artige Lösungen (ähnlich aussehend wie Hurrikane beim Wetter). Bei diesen Untersuchungen tauchte ein neuer Typ von Singularität (Delta Shock Waves) auf.

## Ehrungen
Er hielt 2007 die DiPerna-Vorlesung (Multidimensional systems of conservation laws). Von 1995 bis 1997 war er Sloan Research Fellow.

## Schriften
- Systems of conservation laws: two-dimensional Riemann problems. Birkhäuser 2001